# Christian Piil
Christian Actonius Theodorus Piil (20. januar 1804 på Løjtved Gods ved Svendborg – 2. oktober 1884 i Christianstad) var en dansk guldsmed, fotograf og opfinder af kemitypi.
Piil blev guldsmed og nedsatte sig som sådan i Århus. Men da han fik en tommelfinger knust i et valseværk, kunne han ikke længer arbejde i sit håndværk, og han, der allerede tidligere havde givet sig af med at opfinde, begyndte nu at arbejde på at tilvejebringe raderinger i zinkplader, der ved en slags kemisk behandling kunde blive brugbare til trykning i bogtrykkerpressen. Han nåede målet, og 1842 fik han af Industriforeningen i København en anbefaling, der indbragte ham en belønning fra Christian 8. 1843 flyttede han til København. Her udstillede han på Industriudstillingen i 1844 og på Charlottenborg 1845, det første sted sammen med kobberstikkeren Peter Christian Schøler, opfinderen af den såkaldte stylografi. Men derpå drog han til Tyskland. 1846 arbejdede han i Leipzig, 1849 trykkede han banknoter i Chemnitz, 1851 forsøgte han i statsbogtrykkeriet i Wien at ætse daguerreotypier til brug i bogtrykkerpressen osv. 1855 vendte han tilbage til København, hvor han begyndte udgivelsen af et månedsskrift, men væsentlig virkede som fotograf. 1858 udstillede han på Charlottenborg sammen med en søn et blad i såkaldt hyalografi, 1861 udgav han en fotografisk håndbog. Fra 1867 levede han hos sin nævnte søn, der havde nedsat sig som fotograf i Christianstad i Sverige. Hos ham døde han 2. oktober 1884. 12. juni 1832 havde han ægtet Jensine Zarette Lindbom (1807 – 1853).